# St. Antonius (Neuses)
Die römisch-katholische Pfarrkirche St. Antonius in Neuses, einem Ortsteil der Gemeinde Igersheim im Main-Tauber-Kreis, wurde im Jahre 1710 errichtet und ist dem heiligen Antonius geweiht. Es handelt sich um einen Saalbau mit Dachreiter und eingezogenem Chor. Daneben befinden sich noch ein Friedhofskreuz von 1856 sowie eine Lourdesgrotte vom Anfang des 20. Jahrhunderts. Die Kirche St. Antonius gehört zur Seelsorgeeinheit 2, die dem Dekanat Mergentheim der Diözese Rottenburg-Stuttgart zugeordnet ist. Die Antoniuskirche ist ein Kulturdenkmal der Gemeinde Igersheim.